# オリンパス μ7000
オリンパス μ7000（おりんぱす みゅー 7000）とは、オリンパス光学工業のデジタルスチルカメラ、μシリーズの一機種である。

## 仕様
- 形式 ： デジタルカメラ
- 記録方式（静止画） ： JPEG（DCF準拠）、Exif 2.2対応、DPOF対応、PRINT Image Matching Ⅱ対応
- 記録方式（動画） ： AVI Motion JPEG
- 記録媒体 ： xDピクチャーカード（16MB-2GB）、内蔵メモリー(16MB)、microSD(HC)(MASD-1使用時)(128MB-8GB)
- 有効画素数 ： 1200万画素
- 最大画像サイズ ：3968×2976（px）
- 本体重量 ：132g